# Ларсен, Джим
Джим Ларсен (дат. Jim Larsen; род. 6 ноября 1985, Корсёр, Слагельсе, Хаслев) — датский футболист, центральный защитник.

## Клубная карьера

### Ранние годы
Ларсен родился в Корсёре и с раннего возраста присоединился к академии «Орхуса» в десятом классе, где его тренировали такие люди, как Флемминг Поульсен и Ларс Лундквист. Затем он покинул «Орхус» и последовал за Лундквистом в Брабанн из Первого дивизиона Дании, прежде чем подписал контракт с «Силькеборгом».

### «Русенборг»
12 марта 2011 года Ларсен подписал четырёхлетний контракт с норвежским клубом «Русенборг». В своём дебютном сезоне в клубе он забил шесть голов, а команда из Тронхейма заняла третье место в национальном чемпионате.

### «Брюгге»
В июле 2012 года Ларсен перешёл в «Брюгге». Его пребывание в Бельгии оказалось неудачным — после всего лишь 17 матчей и одного гола Ларсен покинул клуб из-за повторяющихся травм.

### «Мидтьюлланн»
15 августа 2014 года было объявлено, что Ларсен подписал однолетний контракт с «Мидтьюлланном». Он дебютировал в тот же день, заменив травмированного Эрика Святченко в победном матче против «Копенгагена» (2:1). В январе 2015 года продлил контракт с клубом на один год до июля 2016 года. В своём первом сезоне в клубе Ларсен сыграл 18 матчей и забил 3 гола, благодаря чему команда выиграла свой первый национальный титул.
После борьбы с травмами в течение большей части сезона 2015/2016 Ларсен объявил, что уходит из футбола в возрасте 30 лет.

## Карьера за сборную
11 октября 2009 года Ларсен был вызван в сборную Дании на отборочный матч чемпионата мира 2010 против Венгрии после того, как Пер Крёльдруп получил травму.

## Достижения

### «Мидтьюлланн»
- Чемпион Дании: 2014/15